# Peter Ratican
Peter Joseph Ratican (St. Louis, 13 aprile 1887 – St. Louis, 20 novembre 1922) è stato un calciatore statunitense, di ruolo centrocampista.
Nel 1904 fece parte della squadra del Christian Brothers College che conquistò la medaglia d'argento nel torneo di calcio dei Giochi della III Olimpiade.
Dopo l'esperienza olimpica, Ratican divenne professionista nella Saint Louis Soccer League. Morì nel 1922 a seguito di un intervento chirurgico al cervello.
Suo fratello Harry fu calciatore professionista e membro della National Soccer Hall of Fame.